# 1988 VM3

1988 VM3

1988 VM3 är en asteroid i huvudbältet som upptäcktes den 11 november 1988 av den japanska astronomen Yoshiaki Oshima vid Gekko-observatoriet.
Asteroiden har en diameter på ungefär 3 kilometer.